# 巨鳥企鵝屬
巨鳥企鵝屬（學名：Kumimanu）是一屬已滅絕的巨型企鵝，生活在6000万至5600万年前，又称巨怪企鹅属。该属模式种为出土于新西兰的碧丝巨鸟企鹅，研究人员于2023年2月描述了该属下的第二个物种福氏巨鸟企鹅（学名：Kumimanu fordycei），该物种可能是目前发现的体型最大的企鹅。

## 下属物种
本属包括以下物种：
- †碧絲巨鳥企鵝 Kumimanu biceae Mayr, Scofield, De Pietri & Tennyson, 2017
- †福氏巨鳥企鵝 Kumimanu fordycei Ksepka, Field, Heath, Pett, Thomas, Giovanardi & Tennyson, 2023[4]